# Trošak električne energije po izvoru energije
Trošak električne energije po izvoru energije.
U Proizvodnja električne energije različiti načini proizvodnje Elektricitet imaju značajno različite troškove. Izračun tih troškova može se izvršiti na mjestu priključka na teret ili na električnu mrežu. Trošak se obično daje po kilovat-satu ili po megavat-satu. To uključuje početni financijski kapital, godišnja efektivna diskontna stopa, kao i troškove kontinuiranog rada, goriva i održavanja. Ova vrsta izračuna pomaže kreatorima politika, istraživačima i drugima da usmjeravaju rasprave i donošenje odluka.
Povećani trošak energije (LCOE) mjera je izvora energije koji omogućuje usporedbu različitih metoda proizvodnje električne energije na dosljednoj osnovi. To je ekonomska procjena prosječnog ukupnog troška za izgradnju i upravljanje proizvodnim sredstvima tijekom njegovog životnog vijeka podijeljena s ukupnom proizvodnom snagom imovine tijekom tog vijeka trajanja. LCOE se također može smatrati prosječnom minimalnom cijenom po kojoj se električna energija mora prodati kako bi se pokrilo vrijeme trajanja projekta.

## Faktori troškova
Prilikom izračunavanja troškova, potrebno je razmotriti nekoliko internih faktora troškova. Obratite pažnju na korištenje "troškova", što nije stvarna prodajna cijena, jer na njih mogu utjecati različiti čimbenici kao što su subvencije i porezi:
- Kapitalni troškovi (uključujući otpad zbrinjavanje i [nuklearnu dekomisiju |] troškove nuklearne energije) - obično su niski za fosilna goriva elektrana; visoka za vjetroturbine, solarni PV (fotonaponski); vrlo visoka za otpad na energiju, valova vala i  plima,  solarna toplina, i nuklearna energija.
- Troškovi goriva - visoki za izvore fosilnih goriva i biomase, niske za nuklearne i nula za mnoge obnovljive izvore. Troškovi goriva mogu se nešto nepredvidljivo mijenjati tijekom vijeka trajanja proizvodne opreme, zbog političkih i drugih čimbenika.
- Čimbenici kao što su troškovi otpada (i povezani problemi) i različiti troškovi osiguranja nisu uključeni u sljedeće: Radna snaga, vlastita upotreba ili parazitno opterećenje - to jest, dio proizvedene energije se zapravo koristi za pokretanje pumpe i ventilatora postaje.

Da bi se procijenili ukupni troškovi proizvodnje električne energije, tokovi troškova se pretvaraju u neto sadašnju vrijednost koristeći vrijednost vremenske vrijednosti novca. Svi ti troškovi su objedinjeni pomoću diskontiranog novčanog toka.

### Sredna cijena električne energije
Povećani trošak električne energije (LCOE), također poznat kao Levelized Energy Cost (LEC), je neto sadašnja vrijednost jediničnog troška električne energije tijekom životnog vijeka proizvodne imovine. Često se uzima kao zamjena za prosječnu cijenu koju proizvodna sredstva moraju dobiti na tržištu da bi se probila tijekom svog životnog vijeka. To je ekonomska ocjena prvog reda troškovne konkurentnosti sustava za proizvodnju električne energije koji uključuje sve troškove tijekom njegovog životnog vijeka: početno ulaganje, rad i održavanje, trošak goriva, trošak kapitala.
Povećani trošak je vrijednost za koju bi jednaki fiksni prihodi koji su isporučeni tijekom vijeka stvaranja profila imovine prouzročili ujednačenost projekta. To se može grubo izračunati kao neto sadašnja vrijednost svih troškova tijekom vijeka trajanja imovine podijeljena s ukupnom proizvodnjom električne energije te imovine.
The levelized cost of electricity (LCOE) is given by:
{\displaystyle \mathrm {LCOE} ={\frac {\text{sum of costs over lifetime}}{\text{sum of electrical energy produced over lifetime}}}={\frac {\sum _{t=1}^{n}{\frac {I_{t}+M_{t}+F_{t}}{\left({1+r}\right)^{t}}}}{\sum _{t=1}^{n}{\frac {E_{t}}{\left({1+r}\right)^{t}}}}}}
| It | : | investment expenditures in the year t                 |
| Mt | : | operations and maintenance expenditures in the year t |
| Ft | : | fuel expenditures in the year t                       |
| Et | : | electrical energy generated in the year t             |
| r  | : | diskontna stopa                                       |
| n  | : | expected lifetime of system or power station          |
Napomena: Potrebno je uzeti određeni oprez kada se koriste formule za visinu troškova, jer one često uključuju nevidljive pretpostavke, zanemarivanje učinaka kao što su porezi i mogu se specificirati u realnim ili nominalnim troškovima. Na primjer, druge verzije gornje formule ne diskontiraju struju struje.[nedostaje izvor]
Obično se LCOE izračunava tijekom projektnog vijeka trajanja postrojenja, što je obično 20 do 40 godina, i izraženo u jedinicama valute za kilovat-sat ili megavat-dan, npr. ili po megavat-sat, na primjer AUD / MWh (kao što je prikazano dolje). Međutim, treba voditi računa o usporedbi različitih LCOE studija i izvora informacija, jer se LCOE za određeni izvor energije uvelike oslanja na pretpostavke, uvjete financiranja i tehnološku primjenu. Konkretno, pretpostavka faktor kapaciteta ima značajan utjecaj na izračun LCOE. Stoga je ključni uvjet za analizu jasna izjava o primjenjivosti analize koja se temelji na opravdanim pretpostavkama.
Mnogi znanstvenici kao Paul Joskow, opisali su granice metrike "levelized cost of electricity" za usporedbu novih izvora proizvodnje. Konkretno, LCOE zanemaruje vremenske efekte povezane s podudaranjem proizvodnje sa zahtjevom. To se događa na dvije razine:
- Dispatchability, sposobnost generirajućeg sustava da dođe online, ode izvan mreže, ili se penje ili spušta, brzo kao potražnja ljuljačke.
- Koliko se profil dostupnosti podudara ili je u sukobu s profilom potražnje na tržištu.

Toplinski letargične tehnologije poput ugljena i nuklearnog materijala fizički su nesposobne za brzo širenje. Kapitalno intenzivne tehnologije kao što su vjetar, solarna energija i nuklearna energija su ekonomski nepovoljnije, osim ako se proizvode s maksimalnom raspoloživošću, jer je LCOE gotovo cjelokupno kapitalno ulaganje. Intermitent izvori napajanja, kao što su vjetar i sunce, mogu uzrokovati dodatne troškove u vezi s potrebom za skladištenjem ili generiranjem rezervne kopije. Istodobno, povremeni izvori mogu biti konkurentni ako su dostupni za proizvodnju kada su potražnja i cijene najveće, kao što je solarna energija tijekom ljetnih vrhunaca u vrućim zemljama gdje je klima glavni potrošač. Unatoč tim vremenskim ograničenjima, troškovi niveliranja često su nužan preduvjet za usporedbu usporedbe prije razmatranja profila potražnje, a metrika s povećanom cijenom široko se koristi za usporedbu tehnologija na margini, gdje se implikacije mreže nove generacije mogu zanemariti.
Još jedno ograničenje LCOE metrike je utjecaj  energetska učinkovitost i očuvanje energije (EEC).
EEC je uzrokovala da potražnja za električnom energijom mnogih zemalja ostane ravna ili opada. Uzimajući u obzir samo LCOE za komunalna postrojenja, nastojat će povećati proizvodnju i riskirati precjenjivanje potrebne proizvodnje zbog učinkovitosti, čime će se smanjiti njihov LCOE. Za solarne sustave instalirane na mjestu krajnje uporabe, ekonomičnije je ulagati u EEZ, a zatim solarno (što rezultira manjim potrebnim solarnim sustavom nego što bi bilo potrebno bez mjera EEZ). Međutim, projektiranje solarnog sustava na temelju LCOE uzrokovalo bi povećanje manjeg sustava LCOE (jer proizvodnja energije [izmjerena u kWh] pada brže od cijene sustava [$]). Cijeli trošak životnog ciklusa sustava treba uzeti u obzir, a ne samo LCOE izvora energije. LCOE nije toliko relevantan krajnjim korisnicima od drugih financijskih razloga kao što su prihod, novčani tijek, hipoteka, zakupi, najam i računi za električnu energiju. Uspoređivanje solarnih ulaganja u odnosu na njih može krajnjim korisnicima olakšati donošenje odluke ili korištenje izračuna troškova i koristi "i / ili vrijednost kapaciteta ili doprinos imovine vrhuncu na razini sustava ili sklopa".

### Izbjegli troškovi
SAD Informacijska uprava za energiju je preporučio da se uvećani troškovi za izvore koji nisu  otprema, kao što su vjetar ili solarna energija, mogu bolje usporediti s izbjegnutim troškovima energije, a ne s LCOE otpremnih izvora kao što su fosilna goriva ili geotermalna goriva. To je zbog toga što uvođenje fluktuirajućih izvora energije može ili ne mora izbjegavati kapitalne i troškove održavanja rezervnih otpremljivih izvora. Povećani troškovi energije (LACE) su izbjegnuti troškovi iz drugih izvora podijeljeni s godišnjom godišnjom proizvodnjom izvora koji se ne može isporučiti. Međutim, izbjegnuti trošak je mnogo teže precizno izračunati.

### Granični trošak električne energije
Točnija ekonomska procjena može biti granični trošak električne energije. Ova vrijednost djeluje uspoređujući dodani trošak sustava povećanja proizvodnje električne energije iz jednog izvora prema onom iz drugih izvora proizvodnje električne energije (vidi Redoslijed zasluga).[nedostaje izvor]

### Vanjski troškovi energenata
Tipično određivanje cijene električne energije iz različitih izvora energije ne mora uključivati sve  eksterne troškove - tj. Troškove koje društvo kao cjelina snosi kao posljedicu korištenja tog izvora energije. mogu uključivati troškove omogućavanja, utjecaje na okoliš, vijek trajanja upotrebe, skladištenje energije, troškove recikliranja ili učinke nesreće izvan osiguranja.
Američka uprava za energetske informacije predviđa da će se  ugljena i plina neprestano koristiti za isporuku većine svjetske električne energije. Očekuje se da će to rezultirati evakuacijom milijuna domova u niskim područjima i godišnji trošak stotina milijardi dolara vrijedne imovine.
Nadalje, s velikim brojem otočnih nacija polako potopljeni pod vodom zbog porasta razine mora, Velike međunarodne tužbe protiv klimatskih sporova protiv korisnika fosilnih goriva trenutno su  počevši od Međunarodnog suda pravde.
Istraživačka studija financirana od strane EU, poznata kao ExternE, ili  Eksterni učinci energije, provedena u razdoblju od 1995. do 2005. godine, utvrdila je da bi se trošak proizvodnje električne energije iz ugljena ili nafte udvostručio u odnosu na sadašnju vrijednost, a trošak proizvodnja električne energije iz plina povećala bi se za 30% ako bi vanjski troškovi, kao što su šteta za okoliš i ljudsko zdravlje, iz Atmosferske čestične tvari, dušikovi oksidi, krom VI, u obzir su uzete riječne vode alkalna tla, trovanje živom i arsen emisije proizvedene tim izvorima. U studiji je procijenjeno da ti vanjski, nizvodni troškovi fosilnih goriva iznose do 1% –2% od  Cijeli bruto domaći proizvod (BDP) EU, a to je bilo prije vanjskih troškova troškovi globalnog zagrijavanja iz tih izvora bili su čak uključeni. Ugljen ima najveći vanjski trošak u EU, a globalno zagrijavanje je najveći dio tih troškova.
Način rješavanja dijela eksternih troškova proizvodnje fosilnih goriva je određivanje cijena ugljika - metoda koju najviše preferiraju ekonomije za smanjenje emisija globalnog zagrijavanja. Cijene ugljika naplaćuju one koji emitiraju ugljični dioksid (CO  2 ) za svoje emisije. Ta naknada, nazvana "cijena ugljika", jest iznos koji se mora platiti za pravo na ispuštanje jedne tone CO 2 u atmosferu. Cijene ugljika obično imaju oblik poreza na ugljik ili zahtjeva za kupnju dozvola za emitiranje (koje se nazivaju i "odobrenja").
Ovisno o pretpostavkama mogućih nesreća i njihovih vjerojatnosti, vanjski troškovi za nuklearnu energiju značajno se razlikuju i mogu doseći između 0,2 i 200 ct / kWh. Nadalje, nuklearna energija radi pod okvirom osiguranja koji ograničava ili strukturira obveze u slučaju nezgoda u skladu s Pariškom konvencijom o odgovornosti treće strane u području nuklearne energije, dopunska konvencija iz Bruxellesa i Bečka konvencija o građanskoj odgovornosti za nuklearnu štetu i u SAD-u  Price-Anderson Act. Često se tvrdi da ovaj potencijalni manjak odgovornosti predstavlja vanjski trošak koji nije uključen u trošak nuklearne električne energije; no, cijena je mala, i iznosi oko 0,1% od uračunatog troška električne energije, prema studiji CBO-a.
Ovi troškovi izvan osiguranja za scenarije najgoreg slučaja nisu jedinstveni za nuklearnu energiju, jer hidroelektrane biljke slično nisu u potpunosti osigurane od katastrofalnih događaja kao što je katastrofa [Banqiao Dam], gdje je izgubljeno 11 milijuna ljudi njihovi domovi i od 30.000 do 200.000 ljudi umrli su, ili općenito [veliki propast brane]. Budući da privatne osiguravatelje osiguravaju premije osiguranja od brane na ograničenim scenarijima, velika osiguranja od katastrofe u ovom sektoru također je osigurana od strane države.
Budući da su eksternalije difuzne u svom učinku, vanjski troškovi se ne mogu izravno mjeriti, već se moraju procijeniti. Jedan pristup procjeni vanjskih troškova utjecaja na okoliš električnom energijom je Metodološka konvencija Savezne agencije za okoliš Njemačke. Na taj način dobivaju se eksterni troškovi električne energije iz lignita od 10,75 Eurocenta / kWh, iz kamenog ugljena 8,94 Eurocenta / kWh, iz prirodnog plina 4,91 Eurocent / kWh, iz fotonaponskih 1,18 Eurocenta / kWh, od vjetra 0,26 Eurocent / kWh i od vode 0,18 Eurocent / kWh. Za nuklearnu Agenciju za zaštitu okoliša Savezna agencija za okoliš ne pokazuje vrijednost, jer različite studije imaju rezultate koji se razlikuju za faktor 1.000. Preporučuje se nuklearna energija s obzirom na ogromnu nesigurnost, pri čemu se procjenjuje trošak sljedećeg inferiornog izvora energije. Na temelju ove preporuke Savezna agencija za okoliš, te vlastitom metodom, Forum Ekološko-socijalno tržišno gospodarstvo, dolaze do eksternih ekoloških troškova nuklearne energije od 10,7 do 34 ct / kWh.

### Dodatni faktori troškova
Izračuni često ne uključuju šire troškove sustava povezane sa svakom vrstom postrojenja, kao što su veze za prijenos na velike udaljenosti na mrežu, ili troškovi uravnoteženja i rezervi. Izračuni ne uključuju eksternalije kao što su oštećenje zdravlja od ugljena, niti učinak CO  2  emisija na klimatske promjene, [zakiseljavanje oceana] i [eutrofikaciju], oceanske struje smjene. Troškovi razgradnje nuklearnih elektrana obično nisu uključeni (SAD je iznimka, jer su troškovi razgradnje uključeni u cijenu električne energije, prema Zakonu o politici nuklearnog otpada), dakle nije full cost accounting. Ove vrste stavki mogu se eksplicitno dodati prema potrebi, ovisno o svrsi izračuna. Ona ima malo veze sa stvarnom cijenom moći, ali pomaže kreatorima politike i drugima da usmjeravaju rasprave i donošenje odluka.[nedostaje izvor]
To nisu manje važni čimbenici, ali vrlo značajno utječu na sve odluke odgovorne vlasti:
- Usporedbe emisija stakleničkih plinova tijekom životnog ciklusa pokazuju ugljen, na primjer, radikalno veći u smislu GHG-a nego bilo koja alternativa.  Prema tome, u analizi koja slijedi, ugljen ugljena se općenito tretira kao zasebni izvor, a ne kao prosjek za drugi ugljen.
- Ostali problemi vezani uz okoliš s proizvodnjom električne energije uključuju kisele kiše, [zakiseljavanje oceana] i učinak vađenja ugljena na slivove.

Razne ljudske brige oko proizvodnje energije, uključujući astmu i [smog], sada dominiraju odlukama u razvijenim zemljama koje javno plaćaju troškove zdravstvene zaštite. Sveučilište Harvard Medicinska škola procjenjuje američke zdravstvene troškove za ugljen samo između 300 i 500 milijardi dolara godišnje.
Dok se  cijena po kWh prijenosa drastično razlikuje od udaljenosti, dugi složeni projekti potrebni za čišćenje ili čak poboljšanje prometnih pravaca čine čak i atraktivne nove zalihe često nekonkurentne s mjerama očuvanja u nastavku), jer vrijeme isplate mora uzeti u obzir nadogradnju prijenosa.

## Aktualne globalne studijes

### Lazard 2018
U studenom 2018. godine, Lazard je utvrdio da ne samo da su solarni i vjetar vjetra jeftiniji od fosilnih goriva, ali u nekim scenarijima, troškovi alternativne energije smanjili su se do točke da su sada na ili ispod graničnog troška konvencionalnih troškova. generacija."
Ukupno gledajući, Lazard je otkrio da je "niska cijena na kopnu proizvedena energija od vjetra 29 USD / MWh, u usporedbi s prosječnim graničnim troškom od 36 USD / MWh za ugljen. Povećani trošak solarne energije na razini komunalnih usluga gotovo je identičan ilustrativnom marginalnom Ta usporedba naglašena je prilikom subvencioniranja vjetra i sunca na kopnu, što rezultira povećanim troškovima energije od 14 USD / MWh i 32 USD / MWh ... Srednja vrijednost troška energije komunalnih Skala fotonaponskih tehnologija smanjena je za oko 13% u odnosu na prošlu godinu, a srednja vrijednost energije vjetra na kopnu pala je za gotovo 7%."

### Bloomberg 2018
Bloomberg New Energy Finance procjenjuje "globalni LCOE za kopneni vjetar [od] 55 USD po megavat-satu, što je 18% manje od prvih šest mjeseci [2017], dok ekvivalent za solarnu PV bez sustava za praćenje iznosi 70 USD po MWh, također 18%.” Bloomberg ne nudi svoje globalne javne LCOE-e za fosilna goriva, ali u Indiji primjećuje da su znatno skuplji: "BNEF sada pokazuje referentne LCOE-ove za vjetrove na kopnu od samo 39 USD po MWh, što je 46% manje nego prije godinu dana, a za solarne proizvode PV na 41 $, što je pad za 45%. Za usporedbu, ugljen iznosi 68 USD po MWh, a kombinirani plin 93 USD.

### IRENA 2018
Međunarodna agencija za obnovljivu energiju (IRENA) objavila je studiju utemeljenu na sveobuhvatnim međunarodnim skupovima podataka u siječnju 2018. koja predviđa pad do 2020. godine kilovatnih troškova električne energije iz projekata obnovljivih izvora energije kao što su kopnene vjetroelektrane do točke koja je jednaka ili ispod električne energije iz konvencionalnih izvora.

### Banks 2018
Europska banka za obnovu i razvitak (EBRD) kaže da su "obnovljivi izvori energije sada najjeftiniji izvor energije", razrađujući: "Banka vjeruje da su tržišta obnovljive energije u mnogim zemljama u kojima ulaže dostigla razinu u kojoj je uvod natjecateljskih dražbi dovest će do naglog pada cijena električne energije i povećanja ulaganja. " Predsjednik Svjetske banke (Svjetska banka) Jim Yong Kim složio se 10. listopada 2018 .: "Prema našim podzakonskim aktima zahtijevamo opciju najniže cijene, a obnovljivi izvori sada su ispod troška fosilnih goriva ."

## Regionalne i povijesne studije

### Australija
| Technology                        | Cost with CO2 price | Cost without CO2 price |
| --------------------------------- | ------------------- | ---------------------- |
| Supercritical brown coal          | $162                | $95                    |
| Supercritical brown coal with CCS | $205                | $192                   |
| Supercritical black coal          | $135 – $145         | $84 – $94              |
| Supercritical black coal with CCS | $162 – $205         | $153 – $196            |
| Wind                              | $111 – $122         | $111 – $122            |

Prema različitim istraživanjima, troškovi za energiju vjetra i sunca dramatično su se smanjili od 2006. godine. Na primjer, australski Climate Council navodi da su se tijekom 5 godina između 2009–2014. i očekuje se nastavak pada u idućih 5 godina za još 45% u odnosu na cijene iz 2014. godine. Također su otkrili da je vjetar jeftiniji od ugljena od 2013. godine, te da će ugljen i plin postati manje održivi jer se subvencije povlače i očekuje se da će na kraju morati platiti troškove zagađenja.
Izvješće CO2CRC, tiskano 27. studenog 2015. pod naslovom “Wind, solarna energija, ugljen i plin za postizanje sličnih troškova do 2030 .: ", pruža sljedeće ažurirane situacije u Australiji. "Ažurirana LCOE analiza otkriva da su u 2015. kombinirani prirodni plin i superkritični usitnjeni ugljen (crni i smeđi) najniži LCOE tehnologije obuhvaćene istraživanjem. Vjetar je najjeftiniji obnovljivi izvor energije, dok je krov solarni paneli su konkurentni s maloprodajnim cijenama električne energije, a do 2030. LCOE rasponi i konvencionalnih tehnologija ugljena i plina, kao i vjetra i velike solarne konvergencije, dosežu uobičajeni raspon od 50 do 100 dolara po megavat satu.
Ažurirano izvješće objavljeno 27. rujna 2017. pod nazivom "Obnovljivi izvori energije će u budućnosti biti jeftiniji od ugljena. Evo brojeva “, pokazalo je da je 100% sustav obnovljivih izvora energije konkurentan novogradnji superkritičnog (ultrasurekritičkog) ugljena, koji bi, prema Jacobovim izračunima u gore navedenom izvještaju, mogao u razdoblju od 2020. do 2050. godine iznosi oko 75 USD (80) po MWh. Ova projekcija za nadkritični ugljen u skladu je s drugim istraživanjima koje je provela /LCOE_Report_final_web.pdf CO2CRC u 2015.  Arhivirana inačica izvorne stranice od 9. ožujka 2021. (Wayback Machine) (A $ 80 po MWh) i koristi ga CSIRO 2017. $ 65-80 po MWh).

### Francuska
Međunarodna agencija za energiju i  EDF procijenili su za 2011. sljedeće troškove. [nedostaje izvor] Za nuklearnu energiju, oni uključuju troškove zbog novih sigurnosnih ulaganja nadograditi francusku nuklearnu elektranu nakon nuklearne katastrofe Fukushima Daiichi]; trošak tih ulaganja procjenjuje se na 4 € / MWh. Što se tiče solarne energije, procjena od 293 € / MWh je za veliko postrojenje koje može proizvoditi u rasponu od 50-100 GWh / godišnje, a nalazi se na povoljnom mjestu (kao što je u južnoj Europi). Za malo kućansko postrojenje koje može proizvesti oko 3 MWh / godišnje, trošak je između 400 i 700 € / MWh, ovisno o lokaciji. Solarna energija bila je daleko najskuplji obnovljivi izvor električne energije među istraživanim tehnologijama, iako je povećanjem učinkovitosti i dužim vijekom trajanja fotonaponskih panela, uz smanjene troškove proizvodnje, ovaj izvor energije postao konkurentniji od 2011. Do 2017. troškovi fotonaponskih solarnih snaga se smanjila na manje od 50 € / MWh.
| Technology                                   | Cost in 2011 | Cost in 2017 |
| -------------------------------------------- | ------------ | ------------ |
| Hydro power                                  | 20           |              |
| Nuclear (with State-covered insurance costs) | 50           |              |
| Natural gas turbines without CO2 capture     | 61           |              |
| Onshore wind                                 | 69           | 39           |
| Solar farms                                  | 293          | 43.24        |

### Njemačka
U studenom 2013 Fraunhoferov institut za sustave solarne energije ISE je procijenio ujednačene troškove proizvodnje za novoizgrađene elektrane u  Njemački sektor električne energije. PV sustav je u trećem tromjesečju 2013. dosegnuo LCOE između 0,078 i 0,142 eura / kWh, ovisno o tipu elektrane (zemaljska vaga ili mala solar PV) i prosječno njemačko insolacija od 1000 do 1200 kWh /  m² godišnje (GHI). Nema dostupnih LCOE-brojki za električnu energiju proizvedenu nedavno izgrađenom Popis elektrana u Njemačkoj, nuklearnim nuklearnim elektranama, jer nijedna nije izgrađena od kasnih 1980-ih. Ažuriranje studije ISE objavljeno je u ožujku 2018. godine.
| Coal-fired power plants | brown coal          | 38  | 53  | 46  | 80  |
| Coal-fired power plants | hard coal           | 63  | 80  | 63  | 99  |
| CCGT power plants | CCGT power plants   | 75  | 98  | 78  | 100 |
| Wind Power | Onshore wind farms  | 45  | 107 | 40  | 82  |
| Wind Power | Offshore wind farms | 119 | 194 | 75  | 138 |
| Solar | PV systems          | 78  | 142 | 37  | 115 |
| Biogas power plant | Biogas power plant  | 135 | 250 | 101 | 147 |
| Source: Fraunhofer ISE (2013) – Levelized cost of electricity renewable energy technologies Source: Fraunhofer ISE (2018) – Stromgestehungskosten erneuerbare Energien |                     |     |     |     |     |

### Japan
Studija koju je 2010. provela japanska vlada (katastrofa prije Fukushime), nazvana Bijela knjiga o energiji, [nedostaje izvor] zaključila je da je cijena za kilovat sat iznosila for 49 za solarnu energiju, od 10 do 14 za vjetar, i 5 ili 6 za nuklearnu energiju. Masayoshi Son, zagovornik obnovljivih izvora energije, međutim, istaknuo je da vladine procjene za nuklearnu energiju nisu uključivale troškove reprocesiranja odgovornosti za gorivo ili osiguranje od katastrofe. Sin je procijenio da ako su ti troškovi uključeni, trošak nuklearne energije je otprilike isti kao i energija vjetra.

### Ujedinjeno Kraljevstvo
Institucija inženjera i brodograditelja u Škotskoj naručila je bivšeg direktora za operacije britanske nacionalne mreže Colina Gibsona da izradi izvješće o troškovima proizvodnje na razini generacije koji će po prvi put uključiti neke troškove prijenosa, kao i troškove proizvodnje. To je objavljeno u prosincu 2011. godine. Institucija nastoji potaknuti raspravu o tom pitanju i poduzela je neobičan korak među sastavljačima takvih studija objavljivanja proračunske tablice.
Dana 27. veljače 2015. Vattenfall Vindkraft AS pristao je izgraditi vjetroelektrane Horns Rev 3 na moru po cijeni od veliki-offshore-wind-tenders 10,31 Eurocent po kWh[neaktivna poveznica]. Ovo je citirano kao ispod [neaktivna poveznica] po MWh.
2013. godine u Velikoj Britaniji za novu nuklearnu elektranu za izgradnju  Hinkley Točka C završetak 2023), feed-in tarifa od £ 92.50 / MWh (oko 142 USD) / MWh) uz naknadu za inflaciju s ugovorenim trajanjem od 35 godina.
Odjel za poslovanje, energetiku i industrijsku strategiju (BEIS) objavljuje redovite procjene troškova različitih izvora proizvodnje električne energije, slijedeći procjene spojenog Odjela za energiju i klimatske promjene (DECC). Ujednačene procjene troškova za nove generacije projekata započete 2015. godine navedene su u tablici u nastavku.
| Power generating technology                                                               | Power generating technology                            | Low | Central | High |
| ----------------------------------------------------------------------------------------- | ------------------------------------------------------ | --- | ------- | ---- |
| Nuclear PWR (Pressurized Water Reactor)(a)                                                | Nuclear PWR (Pressurized Water Reactor)(a)             | 82  | 93      | 121  |
| Solar Large-scale PV (Photovoltaic)                                                       | Solar Large-scale PV (Photovoltaic)                    | 71  | 80      | 94   |
| Wind                                                                                      | Onshore                                                | 47  | 62      | 76   |
| Wind                                                                                      | Offshore                                               | 90  | 102     | 115  |
| Biomass                                                                                   | Biomass                                                | 85  | 87      | 88   |
| Natural Gas                                                                               | Combined Cycle Gas Turbine                             | 65  | 66      | 68   |
| Natural Gas                                                                               | CCGT with CCS (Carbon capture and storage)             | 102 | 110     | 123  |
| Natural Gas                                                                               | Open-Cycle Gas Turbine                                 | 157 | 162     | 170  |
| Coal                                                                                      | Advanced Supercritical Coal with Oxy-comb. CCS         | 124 | 134     | 153  |
| Coal                                                                                      | IGCC (Integrated Gasification Combined Cycle) with CCS | 137 | 148     | 171  |
| (a) new nuclear power: guaranteed strike price of £92.50/MWh for Hinkley Point C in 2023) |                                                        |     |         |      |

### Ujedinjene države

#### Uprava za energetske informacije
Sljedeći podaci su iz Godišnjeg energetskog pregleda energetske uprave (EIA) objavljenog 2015. (AEO2015). Oni su u dolarima po megavat-satu (2013 USD / MWh). Ove brojke su procjene za postrojenja koja će početi s radom 2020 godine. LCOE ispod izračunava se temeljem 30-godišnjeg razdoblja oporavka koristeći realni ponderirani prosječni trošak kapitala (WACC) od 6,1%. Za tehnologije s intenzivnom emisijom ugljika WACC-u se dodaju 3 postotna boda. (To je približno jednaka naknada od 15 USD po metričkoj toni ugljičnog dioksida)
Od 2010, US Energy Information Administration (EIA) je objavio Godišnji energetski pregled (AEO), s godišnjim LCOE-projekcijama za buduće komunalne objekte koji će biti pušteni u rad za oko pet godina. U 2015. godini Institut za energetiku (AEE) kritizirao ga je nakon objavljivanja izvješća AEO-a za 2015. kako bi se „dosljedno podcjenjivala stopa rasta obnovljivih izvora energije, što je dovelo do„ pogrešne predodžbe ”o učinku resursa na tržištu ". AEE ističe da je prosječan [ugovor o kupnji energije] (PPA) za energiju vjetra već bio 24 USD / MWh 2013. godine. Isto tako, PPA za komunalne usluge solar PV vidi se na trenutnoj razini od 50–75 USD / MWh. Te brojke snažno se suprotstavljaju procjeni LCOE za EIA od 125 USD / MWh (ili 114 USD / MWh uključujući subvencije) za solarnu PV u 2020.
| Plant Type                                        | Min   | Capacity Weighted Average | Max   |
| ------------------------------------------------- | ----- | ------------------------- | ----- |
| Coal with 30% carbon sequestration                | 128.9 | NB                        | 196.3 |
| Coal with 90% carbon sequestration                | 102.7 | NB                        | 142.5 |
| Natural Gas-fired Conventional Combined Cycle     | 52.4  | 58.6                      | 83.2  |
| Natural Gas-fired Advanced Combined Cycle         | 51.6  | 53.8                      | 81.7  |
| Natural Gas-fired Advanced CC with CCS            | 63.1  | NB                        | 90.4  |
| Natural Gas-fired Conventional Combustion Turbine | 98.8  | 100.7                     | 148.3 |
| Natural Gas-fired Advanced Combustion Turbine     | 85.9  | 87.1                      | 129.8 |
| Advanced Nuclear                                  | 95.9  | 96.2                      | 104.3 |
| Geothermal                                        | 42.8  | 44.0                      | 53.4  |
| Biomass                                           | 84.8  | 97.7                      | 125.3 |
| Wind Onshore                                      | 43.4  | 55.8                      | 75.6  |
| Wind Offshore                                     | 136.6 | NB                        | 212.9 |
| Solar PV                                          | 58.3  | 73.7                      | 143.0 |
| Solar Thermal                                     | 176.7 | NB                        | 372.8 |
| Hydro                                             | 57.4  | 63.9                      | 69.8  |

Izvori električne energije koji su imali najveći pad u procijenjenim troškovima u razdoblju od 2010. do 2017. bili su solarna fotonaponska (za 81%), vjetroelektrane na kopnu (pad od 63%) i napredni kombinirani prirodni plin (pad od 32%).
Za proizvodnju komunalnog otpada puštenu u rad 2040. godine, procjena utjecaja na okoliš procjenjivala je u 2015. da će doći do daljnjeg smanjenja troškova koncentrirane solarne energije (CSP) (za 18%), solarne fotonaponske (za 15%), offshore vjetra (za 11%) i naprednih nuklearnih (za 7%). Očekuje se da će se cijena vjetra na kopnu blago povećati (za 2%) do 2040. godine, dok se očekivalo da će se električna energija kombiniranog prirodnog plina povećati za 9% do 10% u tom razdoblju.
| Estimate in $/MWh | Estimate in $/MWh        | Estimate in $/MWh        | Coal convent'l | NG combined cycle | NG combined cycle | Nuclear advanced | Wind    | Wind     | Solar | Solar |
| of year | ref                      | for year                 | Coal convent'l | convent'l         | advanced          | Nuclear advanced | onshore | offshore | PV    | CSP   |
| --- | ------------------------ | ------------------------ | -------------- | ----------------- | ----------------- | ---------------- | ------- | -------- | ----- | ----- |
| 2010 | [ 59 ]                   | 2016                     | 100.4          | 83.1              | 79.3              | 119.0            | 149.3   | 191.1    | 396.1 | 256.6 |
| 2011 | [ 60 ]                   | 2016                     | 95.1           | 65.1              | 62.2              | 114.0            | 96.1    | 243.7    | 211.0 | 312.2 |
| 2012 | [ 61 ]                   | 2017                     | 97.7           | 66.1              | 63.1              | 111.4            | 96.0    | N/A      | 152.4 | 242.0 |
| 2013 | [ 62 ]                   | 2018                     | 100.1          | 67.1              | 65.6              | 108.4            | 86.6    | 221.5    | 144.3 | 261.5 |
| 2014 | [ 63 ]                   | 2019                     | 95.6           | 66.3              | 64.4              | 96.1             | 80.3    | 204.1    | 130.0 | 243.1 |
| 2015 | [ 58 ]                   | 2020                     | 95.1           | 75.2              | 72.6              | 95.2             | 73.6    | 196.9    | 125.3 | 239.7 |
| 2016 | [ 64 ]                   | 2022                     | NB             | 58.1              | 57.2              | 102.8            | 64.5    | 158.1    | 84.7  | 235.9 |
| 2017 | [ 65 ]                   | 2022                     | NB             | 58.6              | 53.8              | 96.2             | 55.8    | NB       | 73.7  | NB    |
| 2018 | [ 66 ]                   | 2022                     | NB             | 48.3              | 48.1              | 90.1             | 48.0    | 124.6    | 59.1  | NB    |
| Nominal change 2010–2018 | Nominal change 2010–2018 | Nominal change 2010–2018 | NB             | −42%              | −39%              | −24%             | −68%    | -35%     | −85%  | NB    |
| Note: Projicirani LCOE prilagođavaju se inflaciji i izračunavaju se na konstantne dolara na temelju dvije godine prije godine objavljivanja procjene. Procjene dane bez ikakvih subvencija. Troškovi prijenosa za izvore koji se ne mogu otpremiti u prosjeku su mnogo veći. NB = "Nije izgrađeno" (ne očekuju se dodaci kapaciteta). |                          |                          |                |                   |                   |                  |         |          |       |       |

#### NREL OpenEI (2015)
OpenEI, kojeg zajednički sponzoriraju  US DOE i Nacionalni laboratorij za obnovljivu energiju (NREL), sastavio je povijesnu bazu podataka cijene generacije pokrivaju širok raspon izvora energije. Budući da su podaci otvorenog koda, mogu se često mijenjati.
| Plant Type (USD/MWh)   | Plant Type (USD/MWh)   | Min | Median | Max | Data Source Year |
| ---------------------- | ---------------------- | --- | ------ | --- | ---------------- |
| Distributed Generation | Distributed Generation | 10  | 70     | 130 | 2014             |
| Hydropower             | Conventional           | 30  | 70     | 100 | 2011             |
| Hydropower             | Small Hydropower       |     | 140    |     | 2011             |
| Wind                   | Onshore (land based)   | 40  |        | 80  | 2014             |
| Wind                   | Offshore               | 100 |        | 200 | 2014             |
| Natural Gas            | Combined Cycle         | 50  |        | 80  | 2014             |
| Natural Gas            | Combustion Turbine     | 140 |        | 200 | 2014             |
| Coal                   | Pulverized, scrubbed   | 60  |        | 150 | 2014             |
| Coal                   | Pulverized, unscrubbed |     | 40     |     | 2008             |
| Coal                   | IGCC, gasified         | 100 |        | 170 | 2014             |
| Solar                  | Photovoltaic           | 60  | 110    | 250 | 2014             |
| Solar                  | CSP                    | 100 |        | 220 | 2014             |
| Geothermal             | Hydrothermal           | 50  |        | 100 | 2011             |
| Geothermal             | Blind                  |     | 100    |     | 2011             |
| Geothermal             | Enhanced               | 80  |        | 130 | 2014             |
| Biopower               | Biopower               | 90  |        | 110 | 2014             |
| Fuel Cell              | Fuel Cell              | 100 |        | 160 | 2014             |
| Nuclear                | Nuclear                | 90  |        | 130 | 2014             |
| Ocean                  | Ocean                  | 230 | 240    | 250 | 2011             |

Note:

Only Median value = only one data point.

Only Max + Min value = Only two data points

#### Kalifornijska komisija za energiju (2014)
LCOE podaci iz izvješća Kalifornijske komisije za energetiku pod naslovom "Procjena troškova nove obnovljive energije i proizvodnje fosila u Kaliforniji". Podaci o modelu izračunati su za sve tri klase programera: trgovac, uslužni program u vlasništvu investitora (IOU) i komunalni program u javnom vlasništvu.
| Type                                       | Year 2013 (Nominal $$) ($/MWh) | Year 2013 (Nominal $$) ($/MWh) | Year 2013 (Nominal $$) ($/MWh) | Year 2024( Nominal $$) ($/MWh) | Year 2024( Nominal $$) ($/MWh) | Year 2024( Nominal $$) ($/MWh) |
| Name                                       | Merchant                       | IOU                            | POU                            | Merchant                       | IOU                            | POU                            |
| ------------------------------------------ | ------------------------------ | ------------------------------ | ------------------------------ | ------------------------------ | ------------------------------ | ------------------------------ |
| Generation Turbine 49.9MW                  | 662.81                         | 2215.54                        | 311.27                         | 884.24                         | 2895.90                        | 428.20                         |
| Generation Turbine 100MW                   | 660.52                         | 2202.75                        | 309.78                         | 881.62                         | 2880.53                        | 426.48                         |
| Generation Turbine – Advanced 200MW        | 403.83                         | 1266.91                        | 215.53                         | 533.17                         | 1615.68                        | 299.06                         |
| Combined Cycle 2CTs No Duct Firing 500MW   | 116.51                         | 104.54                         | 102.32                         | 167.46                         | 151.88                         | 150.07                         |
| Combined Cycle 2CTs With Duct Firing 500MW | 115.81                         | 104.05                         | 102.04                         | 166.97                         | 151.54                         | 149.88                         |
| Biomass Fluidized Bed Boiler 50MW          | 122.04                         | 141.53                         | 123.51                         | 153.89                         | 178.06                         | 156.23                         |
| Geothermal Binary 30MW                     | 90.63                          | 120.21                         | 84.98                          | 109.68                         | 145.31                         | 103.00                         |
| Geothermal Flash 30MW                      | 112.48                         | 146.72                         | 109.47                         | 144.03                         | 185.85                         | 142.43                         |
| Solar Parabolic Trough W/O Storage 250MW   | 168.18                         | 228.73                         | 167.93                         | 156.10                         | 209.72                         | 156.69                         |
| Solar Parabolic Trough With Storage 250MW  | 127.40                         | 189.12                         | 134.81                         | 116.90                         | 171.34                         | 123.92                         |
| Solar Power Tower W/O Storage 100MW        | 152.58                         | 210.04                         | 151.53                         | 133.63                         | 184.24                         | 132.69                         |
| Solar Power Tower With Storage 100MW 6HR   | 145.52                         | 217.79                         | 153.81                         | 132.78                         | 196.47                         | 140.58                         |
| Solar Power Tower With Storage 100MW 11HR  | 114.06                         | 171.72                         | 120.45                         | 103.56                         | 154.26                         | 109.55                         |
| Solar Photovoltaic (Thin Film) 100MW       | 111.07                         | 170.00                         | 121.30                         | 81.07                          | 119.10                         | 88.91                          |
| Solar Photovoltaic (Single-Axis) 100MW     | 109.00                         | 165.22                         | 116.57                         | 98.49                          | 146.20                         | 105.56                         |
| Solar Photovoltaic (Thin Film) 20MW        | 121.31                         | 186.51                         | 132.42                         | 93.11                          | 138.54                         | 101.99                         |
| Solar Photovoltaic (Single-Axis) 20MW      | 117.74                         | 179.16                         | 125.86                         | 108.81                         | 162.68                         | 116.56                         |
| Wind Class 3 100MW                         | 85.12                          | 104.74                         | 75.8                           | 75.01                          | 91.90                          | 68.17                          |
| Wind Class 4 100MW                         | 84.31                          | 103.99                         | 75.29                          | 75.77                          | 92.88                          | 68.83                          |

#### Lazard 2015
U studenom 2015. investicijska banka Lazard sa sjedištem u New Yorku objavila je devetu godišnju studiju o trenutnim troškovima proizvodnje električne energije u SAD-u u usporedbi s konvencionalnim proizvođačima električne energije. Najbolje fotonaponske elektrane velikih razmjera mogu proizvoditi električnu energiju po 50 USD po MWh. Gornja granica iznosi 60 USD po MWh. Za usporedbu, elektrane na ugljen su između 65 USD i 150 USD po MWh, nuklearna energija je 97 USD po MWh. Male fotonaponske elektrane na krovovima kuća i dalje su na 184–300 USD po MWh, ali koje mogu bez troškova transporta električne energije. Vjetroturbine na kopnu iznose 32–77 USD po MWh. Jedan od nedostataka je intermitencija energije sunca i vjetra. Studija sugerira rješenje u akumulatorima kao akumulacijskim baterijama, ali oni su do sada skupi.
Lazardovo dugogodišnje izvješće o troškovima energije (LCOE) široko se smatra i industrijskim mjerilom. U 2015. godini Lazard je objavio svoje izvješće Leavelized Cost of Storage (LCOS), koje je razvila investicijska banka Lazard u suradnji s tvrtkom za energetsko savjetovanje Enovation.
U nastavku slijedi potpuni popis LCOE-a prema izvoru iz investicijske banke Lazard.
| Plant Type ( USD/MWh)              | Low | High |
| ---------------------------------- | --- | ---- |
| Solar PV-Rooftop Residential       | 184 | 300  |
| Solar PV-Rooftop C&I               | 109 | 193  |
| Solar PV-Crystalline Utility Scale | 58  | 70   |
| Solar PV-Thin Film Utility Scale   | 50  | 60   |
| Solar Thermal with Storage         | 119 | 181  |
| Fuel Cell                          | 106 | 167  |
| Microturbine                       | 79  | 89   |
| Geothermal                         | 82  | 117  |
| Biomass Direct                     | 82  | 110  |
| Wind                               | 32  | 77   |
| Energy Efficiency                  | 0   | 50   |
| Battery Storage                    | **  | **   |
| Diesel Reciprocating Engine        | 212 | 281  |
| Natural Gas Reciprocating Engine   | 68  | 101  |
| Gas Peaking                        | 165 | 218  |
| IGCC                               | 96  | 183  |
| Nuclear                            | 97  | 136  |
| Coal                               | 65  | 150  |
| Gas Combined Cycle                 | 52  | 78   |

NAPOMENA: ** Pohrana baterije više nije uključena u ovo izvješće 2015. Uvršten je u zasebno izvješće LCOS 1.0, razvijeno u suradnji s partnerima Enovation partnerima (vidi donje tablice).
U nastavku su LCOS-ovi za različite tehnologije baterija. Ova kategorija tradicionalno je popunjavana dizelskim motorima. To su aplikacije "Iza mjerača".
| Purpose                             | Type                        | Low ($/MWh) | High ($/MWh) |
| ----------------------------------- | --------------------------- | ----------- | ------------ |
| MicroGrid                           | Flow Battery                | 429         | 1046         |
| MicroGrid                           | Lead-Acid                   | 433         | 946          |
| MicroGrid                           | Lithium-Ion                 | 369         | 562          |
| MicroGrid                           | Sodium                      | 411         | 835          |
| MicroGrid                           | Zinc                        | 319         | 416          |
| Island                              | Flow Battery                | 593         | 1231         |
| Island                              | Lead-Acid                   | 700         | 1533         |
| Island                              | Lithium-Ion                 | 581         | 870          |
| Island                              | Sodium                      | 663         | 1259         |
| Island                              | Zinc                        | 523         | 677          |
| Commercial and Industrial           | Flow Battery                | 349         | 1083         |
| Commercial and Industrial           | Lead-Acid                   | 529         | 1511         |
| Commercial and Industrial           | Lithium-Ion                 | 351         | 838          |
| Commercial and Industrial           | Sodium                      | 444         | 1092         |
| Commercial and Industrial           | Zinc                        | 310         | 452          |
| Commercial Appliance                | Flow Battery                | 974         | 1504         |
| Commercial Appliance                | Lead-Acid                   | 928         | 2291         |
| Commercial Appliance                | Lithium-Ion                 | 784         | 1363         |
| Commercial Appliance                | Zinc                        | 661         | 833          |
| Residential                         | Flow Battery                | 721         | 1657         |
| Residential                         | Lead-Acid                   | 1101        | 2238         |
| Residential                         | Lithium-Ion                 | 1034        | 1596         |
| All of the above Traditional Method | Diesel Reciprocating Engine | 212         | 281          |

U nastavku su LCOS-ovi za različite tehnologije baterija. Ova je kategorija tradicionalno popunjena motorima za prirodni plin. To su aplikacije "Ispred mjerača".
| Purpose                             | Type           | Low ($/MWh) | High ($/MWh) |
| ----------------------------------- | -------------- | ----------- | ------------ |
| Transmission System                 | Compressed Air | 192         | 192          |
| Transmission System                 | Flow Battery   | 290         | 892          |
| Transmission System                 | Lead-Acid      | 461         | 1429         |
| Transmission System                 | Lithium-Ion    | 347         | 739          |
| Transmission System                 | Pumped Hydro   | 188         | 274          |
| Transmission System                 | Sodium         | 396         | 1079         |
| Transmission System                 | Zinc           | 230         | 376          |
| Peaker Replacement                  | Flow Battery   | 248         | 927          |
| Peaker Replacement                  | Lead-Acid      | 419         | 1247         |
| Peaker Replacement                  | Lithium-Ion    | 321         | 658          |
| Peaker Replacement                  | Sodium         | 365         | 948          |
| Peaker Replacement                  | Zinc           | 221         | 347          |
| Frequency Regulation                | Flywheel       | 276         | 989          |
| Frequency Regulation                | Lithium-Ion    | 211         | 275          |
| Distribution Services               | Flow Battery   | 288         | 923          |
| Distribution Services               | Lead-Acid      | 516         | 1692         |
| Distribution Services               | Lithium-Ion    | 400         | 789          |
| Distribution Services               | Sodium         | 426         | 1129         |
| Distribution Services               | Zinc           | 285         | 426          |
| PV Integration                      | Flow Battery   | 373         | 950          |
| PV Integration                      | Lead-Acid      | 402         | 1068         |
| PV Integration                      | Lithium-Ion    | 355         | 686          |
| PV Integration                      | Sodium         | 379         | 957          |
| PV Integration                      | Zinc           | 245         | 345          |
| All of the above Traditional Method | Gas Peaker     | 165         | 218          |

#### Lazard 2016
Dana 15. prosinca 2016. Lazard je izdao verziju 10 njihovog LCOE izvješća i verzije 2 LCOS izvješća.
| Type                               | Low ($/MWh) | High ($/MWh) |
| ---------------------------------- | ----------- | ------------ |
| Solar PV-Rooftop Residential       | 138         | 222          |
| Solar PV-Rooftop C&I               | 88          | 193          |
| Solar PV-Community                 | 78          | 135          |
| Solar PV-Crystalline Utility Scale | 49          | 61           |
| Solar PV-Thin Film Utility Scale   | 46          | 56           |
| Solar Thermal Tower with Storage   | 119         | 182          |
| Fuel Cell                          | 106         | 167          |
| Microturbine                       | 76          | 89           |
| Geothermal                         | 79          | 117          |
| Biomass Direct                     | 77          | 110          |
| Wind                               | 32          | 62           |
| Diesel Reciprocating Engine        | 212         | 281          |
| Natural Gas Reciprocating Engine   | 68          | 101          |
| Gas Peaking                        | 165         | 217          |
| IGCC                               | 94          | 210          |
| Nuclear                            | 97          | 136          |
| Coal                               | 60          | 143          |
| Gas Combined Cycle                 | 48          | 78           |

#### Lazard 2017
2 studenoga 2017. investicijska banka Lazard objavila je inačicu 11 njihove LCOS izvješća i verzija 3 njihove LCOS izvješća.
| Generation Type                      | Low ($/MWh) | High ($/MWh) |
| ------------------------------------ | ----------- | ------------ |
| Solar PV - Rooftop Residential       | 187         | 319          |
| Solar PV - Rooftop C&I               | 85          | 194          |
| Solar PV - Community                 | 76          | 150          |
| Solar PV - Crystalline Utility Scale | 46          | 53           |
| Solar PV - Thin Film Utility Scale   | 43          | 48           |
| Solar Thermal Tower with Storage     | 98          | 181          |
| Fuel Cell                            | 106         | 167          |
| Microturbine                         | 59          | 89           |
| Geothermal                           | 77          | 117          |
| Biomass Direct                       | 55          | 114          |
| Wind                                 | 30          | 60           |
| Diesel Reciprocating Engine          | 197         | 281          |
| Natural Gas Reciprocating Engine     | 68          | 106          |
| Gas Peaking                          | 156         | 210          |
| IGCC                                 | 96          | 231          |
| Nuclear                              | 112         | 183          |
| Coal                                 | 60          | 143          |
| Gas Combined Cycle                   | 42          | 78           |

U nastavku su prikazani nesubvencionirani LCOS-ovi za različite tehnologije baterija za aplikacije "iza uređaja" (BTM).
| Use Case    | Storage Type  | Low ($/MWh) | High ($/MWh) |
| ----------- | ------------- | ----------- | ------------ |
| Commercial  | Lithium-Ion   | 891         | 985          |
| Commercial  | Lead-Acid     | 1057        | 1154         |
| Commercial  | Advanced Lead | 950         | 1107         |
| Residential | Lithium-Ion   | 1028        | 1274         |
| Residential | Lead-Acid     | 1160        | 1239         |
| Residential | Advanced Lead | 1138        | 1188         |

U nastavku su prikazani Unosubidized LCOS za različite tehnologije baterija "Front of the Meter" (FTM) aplikacije.
| Use Case           | Storage Type     | Low ($/MWh) | High ($/MWh) |
| ------------------ | ---------------- | ----------- | ------------ |
| Peaker Replacement | Flow Battery(V)  | 209         | 413          |
| Peaker Replacement | Flow Battery(Zn) | 286         | 315          |
| Peaker Replacement | Lithium-Ion      | 282         | 347          |
| Distribution       | Flow Battery(V)  | 184         | 338          |
| Distribution       | Lithium-Ion      | 272         | 338          |
| Microgrid          | Flow Battery(V)  | 273         | 406          |
| Microgrid          | Lithium-Ion      | 383         | 386          |

Note: Flow battery value range estimates

### Global

#### IEA and NEA 2015
Međunarodna agencija za energiju i Agencija za nuklearnu energiju objavile su u 2015. zajedničku studiju o podacima LCOE na međunarodnoj razini.

### Ostale studije i analize

#### Buffett Contract 2015
U sporazumu o kupnji električne energije u SAD-u u srpnju 2015. godine za razdoblje od 20 godina solarne energije bit će plaćeno 3,87 USC po kilovat satu (38,7 USD / MWh). Sunčev sustav, koji proizvodi ovu solarnu energiju, nalazi se u Nevadi (SAD) i ima kapacitet od 100 MW.

#### Sheikh Mohammed Bin Rashid solar farm 2016
U proljeće 2016. godine postignuta je pobjednička ponuda od 2,99 američkih centi po kilovat-satu fotonaponske solarne energije za sljedeću fazu kapaciteta od 800 MW solarne farme Sheikh Mohammed Bin Rashid u Dubaiju.

#### Institut Brookings 2014
Godine 2014. Brookings Institution objavio je  Neto prednosti niskih i ne-ugljičnih elektroenergetskih tehnologija  u kojima se, nakon analize troškova energije i emisija, navodi:  Neto koristi od novih nuklearnih, hidro i postrojenja za kombinirani prirodni plin daleko nadmašuju neto prednosti novih vjetroelektrana ili solarnih elektrana ", s tim da je najisplativija tehnologija [niske ugljične energije] određena kao nuklearna energija.

#### Brazilska mješovita električna energija: obnovljivi i neobnovljivi egzegetski troškovi 2014
Sve dok egzergija predstavlja korisnu energiju potrebnu za obavljanje gospodarske djelatnosti, razumno je procijeniti trošak energije na temelju sadržaja egzergije. Osim toga, s obzirom na to da se egzergija može smatrati mjerom odstupanja od okolišnih uvjeta, ona služi i kao pokazatelj utjecaja na okoliš, uzimajući u obzir kako učinkovitost opskrbnog lanca (od primarnih inputa za eksergiju) tako i učinkovitost proizvodnih procesa. Na taj se način exergoeconomy može koristiti za racionalno raspodjelu eksergijskih troškova i CO2 troškova emisije između proizvoda i nusproizvoda visoko integrirane brazilske kombinacije električne energije. Na temelju termoekonomije metodologije, neki autori pokazali su da gospodarski sektor pruža mogućnost kvantificiranja specifične potrošnje energije iz obnovljivih i neobnovljivih izvora; ispravno raspodijeliti povezane emisije CO2 među vodotocima određene proizvodne rute; kao i za određivanje ukupne učinkovitosti pretvorbe eksergije u proizvodnim procesima. U skladu s tim, neobnovljivi jedinični trošak jedinice (cNR) [kJ / kJ] definira se kao postotak neobnovljive eksergije koja je potrebna za proizvodnju jedne jedinice stope eksergije / protoka tvari, goriva, električne energije, rada ili protoka, dok ukupni jedinični trošak jedinice (cT) uključuje obnovljive (cR) i ne-obnovljive troškove. Analogno, trošak emisije CO2 (c CO2) [g CO2 / kJ] definiran je kao stopa CO2 emitiranog da bi se dobila jedna jedinica stope eksergije / protoka

## Obnovljivi izvori energije

### Fotonaponski sustavi
Fotonaponske cijene pale su sa 76,67 dolara po vatu u 1977 na gotovo 0,23 dolara po vatu u kolovozu 2017 za crystalline silicon solar cells. To se vidi kao dokaz koji podupire Swansonov zakon, koji navodi da cijene solarnih ćelija padaju za 20% za svako udvostručenje kumulativnih pošiljaka. Poznati Mooreov zakon zahtijeva dvostruko brojanje tranzistora svake dvije godine.
Do 2011 godine cijena fotonaponskih modula po MW-u pala je za 60% od 2008 godine, prema procjenama Bloomberg New Energy Finance, čime je solarna energija po prvi put stavljena na konkurentnu razinu s maloprodajnom cijenom električne energije u nekim sunčanim zemljama; objavljen je i alternativni i dosljedan pad cijena od 75% od 2007 do 2012 godine također je objavljen, iako je nejasno jesu li te brojke specifične za SAD ili općenito globalno. Ujednačeni troškovi električne energije (LCOE) iz PV-a su konkurentni s konvencionalnim izvorima električne energije u rastućem popisu geografskih regija, osobito kad je uključeno vrijeme proizvodnje, jer je struja više vrijedi tijekom dana nego noću. Došlo je do žestoke konkurencije u opskrbnom lancu i daljnjeg poboljšanja ujednačenih troškova energije za solarnu energiju, što predstavlja rastuću prijetnju dominaciji izvora proizvodnje fosilnih goriva u sljedećih nekoliko godina. Kako vrijeme napreduje, tehnologije za obnovljive izvore energije postaju jeftinije, dok fosilna goriva općenito postaju skuplja:
U 2015 godini, First Solar je pristao na opskrbu solarnom energijom na 3,87 centi / kWh sniženom cijenom od 100 MW Playa Solar 2 projekta koji je daleko jeftiniji od prodajne cijene električne energije od konvencionalnih postrojenja za proizvodnju električne energije.  Od siječnja 2015 do svibnja 2016. godine, zapisi i dalje brzo padaju, a cijene solarne energije, koje su dosegle razine ispod 3 centa / kWh, i dalje padaju.  U kolovozu 2016 Čile je najavio novu rekordno nisku cijenu ugovora kako bi osigurao solarnu energiju za $29.10 USD po megavat-satu (MWh). U rujnu 2016, Abu Dhabi je objavio novu rekordnu cijenu ponude, obećavajući da će osigurati solarnu energiju za $24.2 USD po MWh U listopadu 2017, Saudijska Arabija objavila je daljnju nisku cijenu ugovora kako bi osigurala solarnu energiju za $17.90 USD po MWh.
Uz cijenu ugljika od 50 dolara po toni (što bi podiglo cijenu energije na ugljen za 5c / kWh), solarni PV je konkurentan na većini lokacija. Pad cijena fotonaponskih sustava odražava se u brzo rastućim postrojenjima, ukupnog ukupnog kapaciteta od 297 GW do kraja 2016 godine.
U slučaju vlastite potrošnje, vrijeme povrata se izračunava na temelju toga koliko električne energije nije dovedeno iz mreže. Osim toga, korištenje PV solarne energije za punjenje istosmjernih baterija, kao što se koristi u hibridnim električnim vozilima i električnim vozilima, dovodi do veće učinkovitosti, ali i većih troškova. Tradicionalno, električna energija proizvedena DC-om iz solarnih PV-ova mora se pretvoriti u AC za zgrade, s prosječnim gubitkom od 10% tijekom pretvorbe. Inverterska tehnologija se ubrzano poboljšava, a trenutna oprema dosegla je 99% učinkovitosti za male stambene objekte, dok trofazna oprema u komercijalnoj veličini može doseći znatno iznad 98% učinkovitosti. Međutim, dodatni gubitak učinkovitosti pojavljuje se pri prijelazu na DC za akumulatore pogonjene uređaje i vozila, a korištenjem različitih kamatnih stopa i promjena cijena energije izračunate su sadašnje vrijednosti koje se kreću od $2,057.13 USD do $8,213.64 USD (analiza iz 2009).
Također je moguće kombinirati solarnu PV s drugim tehnologijama za izradu hibridnih sustava, koji omogućuju više samostalnih sustava. Izračun LCOE-ova postaje složeniji, ali se može postići agregiranjem troškova i energije koju svaka komponenta proizvodi. Kao na primjer, PV i cogen i  baterije uz smanjenje energetskih i električnih emisija u odnosu na konvencionalne izvore.

### Solarna toplina
LCOE  solarne toplinske energije za skladištenje energije koja može raditi 24 sata dnevno na zahtjev, pao je na AU$78/MWh ($61 USD/MWh) u kolovozu 2017. Iako solarna termalna postrojenja sa spremištem energije mogu funkcionirati kao samostalni sustavi, kombinacija s  solarnom PV energijom može donijeti daljnju jeftiniju energiju. Jeftinija i dispečerska solarna termalna energija ne mora ovisiti o skupoj ili zagađujućoj proizvodnji ugljena / plina / nafte / nuklearnoj energiji za osiguranje stabilnog rada mreže.
Kada je solarno termalno spremište prisiljeno da miruje zbog nedostatka sunčeve svjetlosti lokalno tijekom oblačnih dana, moguće je potrošiti jeftinu višak snage iz solarnih PV, vjetroelektrana i hidroelektrana (slično manje učinkovitom, velikom kapacitetu i niskom sustav za pohranu troškovne baterije) zagrijavanjem vruće rastaljene soli na višu temperaturu za pretvaranje pohranjene toplinske energije u električnu energiju tijekom vršnih sati potrošnje kada je prodajna cijena električne energije isplativa.

### Snaga vjetra
Trenutni vjetar na kopnu
U vjetrovitom velikom ravnici prostranstvu središnje Sjedinjene Države troškovi izgradnje vjetroelektrana u 2017. godini su uvjerljivo niži od troškova daljnjeg korištenja postojećih postrojenja za sagorijevanje ugljena. Energija vjetra može se ugovoriti putem ugovora o kupnji električne energije na dva centa po kilovat satu, dok operativni troškovi za proizvodnju električne energije u postojećim postrojenjima za izgaranje ugljena ostaju iznad tri centa.
Trenutni vjetar na moru
Norveško udruženje za energiju vjetra (NORWEA) je 2016 procjenjivalo LCoE tipičnog norveškog vjetroelektrane na 44€/MWh, uz pretpostavku ponderiranog prosječnog troška kapitala od 8% i godišnjih 3.500 sati punog opterećenja, tj. Faktora kapaciteta 40 %. NORWEA je nastavila procjenjivati LCoE od 1GW Fosen Vind vjetroelektrane na kopnu, za koju se očekuje da će biti operativna do 2020 godine, na 35€/MWh do 40€/MWh. U studenom 2016 Vattenfall je pobijedio na natječaju za izgradnju vjetroelektrane Kriegers Flak u Baltičkom moru za 49.9€/MWh, i slične razine dogovorene su za Borssele offshore vjetroelektrane. Od 2016 to je najniža predviđena cijena za električnu energiju proizvedenu na moru.
Povijesne razine
U 2004 godini, energija vjetra koštala je petinu onoga što je učinila u 1980-ima, a neki su očekivali da se silazni trend nastavlja kao masovniji multi-megavat turbina na vjetar serijski proizveden. Od 2012 kapitalni troškovi za vjetroturbine su znatno niži od 2008–2010, ali su i dalje iznad razine iz 2002 godine. Izvješće američke Udruge za energiju vjetra iz 2011. navodi: "Troškovi vjetra su se smanjili u posljednje dvije godine, u rasponu od 5 do 6 centi po kilovat-satu u posljednje vrijeme .... oko 2 centa jeftinije od električne energije iz ugljena, i više projekata financirano je kroz aranžmane duga nego porezne strukture prošle godine .... dobivanje više mainstream prihvaćanja od banaka na Wall Streetu .... Proizvođači opreme također mogu isporučiti proizvode u istoj godini u kojoj su naručeni umjesto čekanja do tri godine kao što je bio slučaj u prethodnim ciklusima .... u Sjedinjenim Američkim Državama je u izgradnji 5,600 MW nove instalirane snage, što je više nego dvostruko više u ovom trenutku u 2010 godini. 35% dolazi od vjetra, više od novih plinskih i ugljenokopskih postrojenja u kombinaciji, budući da su dobavljači energije sve više privučeni vjetrom kao prikladnom zaštitom od nepredvidivih kretanja cijena roba. "
Taj je trošak dodatno smanjen jer se tehnologija vjetroturbina poboljšala. Sada postoje duže i lakše lopatice vjetroturbina, poboljšanja u performansama turbine i povećana učinkovitost proizvodnje energije. Kapacitet vjetroelektrane i troškovi održavanja nastavili su opadati. Na primjer, industrija vjetra u SAD-u 2014 mogla je proizvesti više energije uz niže troškove korištenjem viših vjetroturbina s dužim noževima, hvatajući brže vjetrove na višim visinama. To je otvorilo nove mogućnosti u Indiani, Michiganu i Ohiou. Cijena energije iz vjetroturbina izgrađenih iznad zemlje sada se može natjecati s konvencionalnim fosilnim gorivima kao što je ugljen. Cijene su pale na oko 4 centa po kilovat-satu u nekim slučajevima, a komunalne tvrtke povećavaju količinu energije vjetra u svom portfelju, rekavši da je to njihova najjeftinija opcija.

## Vanjske poveznice
- Economic Value of U.S. Fossil Fuel Electricity Health Impacts. United States Environmental Protection Agency.
- The Hidden Costs of Electricity: Comparing the Hidden Costs of Power Generation Fuels  Arhivirana inačica izvorne stranice od 17. travnja 2017. (Wayback Machine). Civil Society Institute.
- Lazard’s Levelized Cost of Energy Analysis – Version 11.0  Arhivirana inačica izvorne stranice od 5. veljače 2019. (Wayback Machine) (Nov. 2017)